# Côte de La Roche-en-Ardenne
La côte de La Roche-en-Ardenne est une côte de 2 900 m d'une moyenne de 5,6 % qui va de La Roche-en-Ardenne à Ortho dans la Province de Luxembourg en Belgique. Elle est présente sur le parcours de la course cycliste Liège-Bastogne-Liège. 

## Caractéristiques
- Départ : 223 m
- Altitude : 384 m
- Dénivellation : 161 m
- Longueur : 2,9 km
- Pente moyenne : 5,6 %
- Pente maximale : 11 %